# 長野工業専門学校 (旧制)
| 長野工業専門学校 （長野工専） | 長野工業専門学校 （長野工専）   |
| ----------------------------- | ------------------------------- |
| 創立                          | 1943年                          |
| 所在地                        | 長野市                          |
| 初代校長                      | 下村市郎                        |
| 廃止                          | 1951年                          |
| 後身校                        | 信州大学                        |
| 同窓会                        | 信州大学工学部同窓会 （若里会） |

長野工業専門学校 （ながのこうぎょうせんもんがっこう） は、1943年 （昭和18年） に設立された官立の旧制専門学校。創立時の名称は 「長野高等工業学校」 （長野高工）。

## 概要
- 第二次世界大戦下における工業技術者確保のために第25の官立高等工業学校として設立された。
- 創立時は本科 （修業年限3年） に機械科・精密機械科・航空工学科・電気科・通信工学科の 5科を設置した。
- 第二次世界大戦中に長野工業専門学校と改称された。
- 学制改革で新制信州大学工学部の母体となった。
- 同窓会は 「信州大学工学部同窓会」 と称し、旧制・新制合同の会である。また、関連団体として 「財団法人 信州大学工学部若里会」 が設立されている。

## 沿革

### 前史
日中戦争下の1939年、官立高等工業学校の増設計画が明らかになると、各地で激しい誘致運動が起こった。長野県下では長野市が最初に運動を開始し、次いで松本市、岡谷市も名乗りを上げ、三つ巴の争いとなった。しかし同年3月31日、設置地は 7箇所 （室蘭、盛岡、多賀、大阪、新居浜、宇部、久留米） と決定し、長野県は敗退した。
しかし、長野県下への官立高工設置を望む声は根強く、1940年12月に長野県議会が高工設置意見書を可決、次いで1941年5月には長野電気株式会社（電力会社。戦時の電力国家管理により事業終了） が 100万円の寄附を申し出た。長野県も現物寄附として、長野市若里にあった長野県工業試験場などを寄附する方針を固め、1942年6月に高工設置要望書・設備計画書を文部省に提出した。これにより、長野市への官立高工設置が決定された。

### 長野高等工業学校時代
- 1943年3月30日： 勅令第249号文部省直轄諸学校官制改正により、長野高等工業学校設置。
- 1943年4月5日： 長野高等工業学校規程を公布 （文部省令第42号）。
  - 本科 （修業年限3年） に機械科・精密機械科・航空工学科・電気科・通信工学科の 5科を設置。
- 1943年5月10日： 第1回入学式 （仮校舎の長野工業学校講堂）。

### 長野工業専門学校時代
- 1944年4月1日： 長野工業専門学校と改称。
  - 設置学科： 機械科・航空機科・電気科・電気通信科。
  - 同日、長野県工業試験場の土地・建物が移管され、長野工専校舎となった。
- 1945年9月： 第1回卒業 （1943年入学者）。
- 1945年12月20日： GHQ/SCAP命令で航空機科廃止 （文部省令第22号）。
  - 航空機科在学者は機械科に編入。
- 1946年2月： 第1校舎 （1945年3月新築）、焼失。
- 1946年3月： 文部省より新入生募集延期が通知され、廃校の危機に。
- 1946年4月： 第二機械科 （内部措置で、実質的には土木科）、機械科精密機械分科を設置。
  - 第二機械科には旧航空機科在学者を収容。
  - 同月、工専存続デモ、工専廃止反対県民大会開催。
- 1946年5月： 新入生募集延期が解除される。
- 1946年10月： 第2校舎竣工。
- 1946年12月： 同窓会設立。
- 1947年2月： 附属機関として民生科学研究所を設立。
- 1947年4月： 大学昇格運動開始。
- 1948年3月： 第二機械科廃止。
- 1948年4月： 第1回長野県高専校長会議開催。信州大学設置委員会設立。
  - 文部省方針により、県内高専合同での総合大学設立案に転換。
- 1948年7月： 土木科を増設。
  - 同月、文部省に信州大学設置認可を申請。
- 1949年5月31日： 新制信州大学発足。
  - 旧制長野工専は、工学部 （機械工学科・電気工学科・通信工学科・土木工学科） の母体として包括された。
- 1951年3月： 旧制長野工業専門学校、廃止。

## 歴代校長
- 初代： 下村市郎 （1943年4月1日[1] - 1946年2月23日死去）
- 校長事務取扱： 高津巌 （1946年2月23日 - 1946年5月30日[2]）
- 第2代： 白井武 （1946年5月31日 - 1948年8月30日）
- 第3代： 結城朝恭 （1948年8月31日 - 1951年3月31日）

## 著名な出身者
- 君島一郎（服飾デザイナー）

## 校地
創立当初は、長野県長野工業学校 （現・長野県長野工業高等学校） の校舎に間借りした。1944年4月、長野県工業試験場 （長野市若里500番地） の土地・建物が国に移管され、長野工専校舎となった （工業試験場は若里188番地に移転した。現・長野県工業技術総合センター）。同校地は後身の信州大学工学部に継承され、現在に至っている。

## 関連書籍
- 作道好男・作道克彦（編）　『大学の歴史 : 信州大学工学部』　教育文化出版教育科学研究所、1982年6月。